# Sebastián Hernández
Sebastián Hernández, né le 2 octobre 1986, est un footballeur colombien. Il joue en tant milieu de terrain central au Atlético Junior en Colombie.
Il a joué avec l'équipe nationale colombienne au championnat sud-américain des moins de 20 ans 2005, que la Colombie a accueilli et gagné. Il a ensuite disputé la Coupe du monde des moins de 20 ans 2005 aux Pays-Bas, et perdant en 8e de finale face à l'Argentine.

## Palmarès
- Championnat de Bulgarie : 2013 et 2014
- Coupe de Bulgarie : 2015

## Source
- (en) Cet article est partiellement ou en totalité issu de l’article de Wikipédia en anglais intitulé « Sebastián Hernández » (voir la liste des auteurs).